# جفرسون آندراده سیکوئرا
جفرسون آندراده سیکوئرا (به پرتغالی: Jefferson Andrade Siqueira) بازیکن فوتبال اهل برزیل است 